# Yoldia oblongoides
Yoldia oblongoides (veelgebruikt synoniem: Yoldia myalis) is een uitgestorven mariene tweekleppige.

## Beschrijving

### Schelpkenmerken
Er is een platte vrij dikschalige langgerekt ovale schelp met een umbo die achter het midden ligt. De umbo steekt slechts weinig boven de bovenzijde van de schelp uit en is achterwaarts gericht. De buitenzijde is glad en mat glanzend. Afgezien van onregelmatige zwakke groeilijnen is er geen sculptuur. De onderrand van de schelp is glad en niet gecrenuleerd. Er is een taxodont slot met aan weerszijden van de umbo ongeveer 20 gelijkvormige tanden. In het midden van het slot direct onder de umbo bevindt zich een grote ligamentdrager waarin zich bij leven de 'inwendige' slotband bevindt die beide kleppen bij elkaar houdt en laat scharnieren. De binnenzijde van de schelp is glad en mat glanzend. In de mantellijn bevindt zich een langgerekte mantelbocht die in de schelp verdiept kan zijn.

### Grootte van de schelp
- Lengte: tot ongeveer 35 millimeter.
- Hoogte: tot ongeveer 18 millimeter.
- Semidiameter: tot ongeveer 5 millimeter.

### Levenswijze
Net als veel andere Nuculoida zal Yoldia oblongoides vooral een filteraar geweest zijn. De soort is altijd in associaties aangetroffen bestaande uit soorten die lage watertemperaturen verdragen.

### Fossiel voorkomen
In Nederland wordt zij vrij algemeen, soms zelfs tamelijk talrijk gevonden in de Formatie van Maassluis die dateert uit het Tiglien (Zone van Mya arenaria en Hydrobia ulvae) en Pretiglien (Zone van Serripes groenlandicus en Yoldia lanceolata). In België is de soort in situ niet bekend, strandvondsten zijn daar echter niet uit te sluiten. In Engeland is de soort bekend uit de Norwich Cragformatie in East Anglia die in ouderdom ongeveer overeenkomt met de Nederlandse Formatie van Maassluis.
Op de Nederlandse Noordzeekust spoelt Yoldia oblongoides zeer zeldzaam aan op stranden in de provincie Zeeland.

### Oorsprong
Yoldia oblongoides behoort tot een groep van soorten die na de opening in het Laat Mioceen door de Beringstraat naar de Atlantische Oceaan gemigreerd zijn en zich uiteindelijk in het Noordzeegebied heeft gevestigd. Een deel van deze soorten, waaronder Y. oblongoides is na het oudere Vroeg Pleistoceen in het vestigingsgebied weer uitgestorven.
Andere vertegenwoordigers uit deze migratiegolf zijn Yoldia lanceolata, Acila cobboldiae (beide uitgestorven) en de niet uitgestorven Strandgaper, het Nonnetje en de Alikruik.